# Feldabahn – Dermbach
Die Lokomotive Dermbach der Feldabahn war eine von der Locomotivfabrik Krauß & Comp. in München mit der Fabriknummer 4069 für die Bahnstrecke Dorndorf–Kaltennordheim gebaute schmalspurige Dampflokomotive der Bauart C1’ n2t.
Die Lokomotive wurde auf der Feldabahn bis etwa 1923 eingesetzt, danach ausgemustert und verschrottet.

## Geschichte
1899 wurde bei der Feldabahn durch gestiegenen Verkehr eine größere als die bisher dort eingesetzten dreiachsigen Lokomotiven erforderlich. Mit Rücksicht auf das Schienenprofil und den Kurvenradius konnte die Leistungssteigerung nur durch das Hinzufügen einer zusätzlichen Laufachse erreicht werden. So entstand 1899 bei Krauss mit der Fabriknummer 4069 eine Lokomotive mit der Achsfolge C1’.
Als Vorbild dienten dabei die Lokomotiven für die Steyrtalbahn des Linzer Krauss-Werks bzw. die kkStB Reihe U, die für die niedrigere Achslast und größere Spurweite entsprechend angepasst wurde. Ähnliche Lokomotiven waren einige Jahre später die LAG Nr. 61, 62 und 67 der Walhallabahn, die jedoch noch etwas schwächer und leichter waren. Die Lokomotive wurde nach dem Ort Dermbach an der Strecke benannt.
Mit der Übernahme der Strecke 1904 durch die Preußische Staatseisenbahn wurde sie mit dem Gattungszeichen Ts 2 und der Betriebsnummer Erfurt 1606 bezeichnet. Ab 1911 war die Lokomotive als T 34 eingeordnet und trug die Bezeichnung Erfurt 71.
Die Lokomotive versah ihren Dienst bis etwa 1923.

## Technik
Der Blechrahmen der Lokomotive hatte einen integriertem Wasserkasten. Die Kohlen wurden im Behälter hinter dem Führerhaus gebunkert. In Rahmen waren die Achsen gelagert. Die zweite Achse war die spurkranzlose Treibachse. Zum Antrieb der Steuerung diente die dritte Achse. Diese war zusammen mit der hinteren Laufachse als Krauss-Helmholtz-Lenkgestell ausgebildet. Die Heusinger-Steuerung der Dampfmaschine arbeitete mit Flachschieber, die Steuerungsmechanik war vor dem Schieberkasten an einem Pendel am Umlaufblech aufgehängt. Die Stirnfenster im sehr geräumig ausgeführtem Führerhaus waren vorn oval und hinten rechteckig.
Auf dem Kessel saßen der Dampfdom vorn und der Sandkasten dahinter. Auf dem Dampfdom war das Sicherheitsventil angeordnet. Pro Triebwerksseite waren zwei Sandfallrohre vorhanden, sie sandeten die Treibachse von vorn und hinten. Sie hatte den für Krauss-Lokomotiven üblichen Schornstein mit Krempe sowie ein Dampfläutewerk der Bauart Latowski auf einer Konsole vor dem Führerhaus. An den Bahnräumern der Lok saßen kleine Pflugschare für den Winterbetrieb und Halterungen für Reisigbesen zum Säubern der Schienen und Spurrillen der Bahnübergänge.